# San Giovanni Bianco
San Giovanni Bianco (lombardul: San Gioàn Biànch) település Olaszországban, Lombardia régióban, Bergamo megyében. Lakosainak száma 4599 fő (2023. január 1.). San Giovanni Bianco Camerata Cornello, Val Brembilla, San Pellegrino Terme, Dossena, Lenna és Taleggio községekkel határos.

## Népesség
A település lakossága az elmúlt években az alábbi módon változott:
| Lakosok száma | 4837 | 4798 | 4599 |
|               | 2017 | 2018 | 2023 |